# Crematogaster solenopsides
Crematogaster solenopsides is een mierensoort uit de onderfamilie van de Myrmicinae. De wetenschappelijke naam van de soort is voor het eerst geldig gepubliceerd in 1899 door Emery.